# 毛利就直
毛利 就直（もうり なりなお、寛永12年9月3日（1635年10月13日） - 宝永6年12月15日（1710年1月17日））は、長州藩一門家老である吉敷毛利家の4代。
父は一門右田毛利家の毛利元法。兄に毛利就信。養父は毛利元包。正室は元包の娘。継室は春日仲義の姉。継々室は北尾重之の娘。子は毛利広規、毛利就包（はじめ村上武真）、毛利広政、毛利広包、養女は村上元敬室（春日仲義次女）、村上元敬後室（春日仲義三女）。幼名は萬吉。通称は外記、市正、主殿。

## 生涯
寛永12年（1635年）、一門家老・毛利元法の次男として生まれる。後に吉敷毛利元包の養子となり、寛文11年（1671年）に父の隠居により家督を相続する。藩主毛利綱広、吉就、吉広、吉元に仕え、当職（国家老・執政）を務めた。延宝8年（1680年）、徳佐八幡宮社殿を再建する。貞享3年（1686年）、責任者となって藩内の貞享検地を行う。貞享4年（1687年）より周防国平田の干潟の開作（干拓事業）を行い、元禄15年（1702年）に1057石の加増を受けた。
宝永6年（1709年）12月15日卒。享年75。
長男の毛利民部広規（同名の阿川毛利氏・毛利宇右衛門広規とは別人）は、元禄3年（1690年）に34歳で死去した。次男の毛利就包（村上武真）が、養子先の村上家から帰家して嫡男となるも、元禄8年（1695年）に33歳で死去した。最終的に家督は五男・毛利広包が相続した。四男の毛利広政は実家の右田毛利家を相続した。